# Ahmed Wali Karzai
Ahmed Wali Karzai (tiếng Pashtun: احمد ولي کرزی, Aḥmad Walī Karzay, 1961 – 12 tháng 7 năm 2011) là em trai cùng cha khác mẹ của tổng thống Afghanistan Hamid Karzai và là con trai của Abdul Ahad Karzai. Là người đứng đầu bộ lạc Pashtun Popalzai, ông đã được bầu vào Hội đồng tỉnh Kandahar năm 2005 và giữ chức chủ tịch Hội đồng này. Karzai trước đây sinh sống ở thành phố Chicago, Illinois, Hoa Kỳ nơi ông làm trong một nhà hàng thuộc sở hữu của gia đình. Ông đã trở lại Afghanistan sau sự kiện loại bỏ chính quyền Taliban cuối năm 2001. Ông đã bị một trong những cận vệ của mình bắn chết vào ngày 12 tháng 7 năm 2011.

## Cuộc sống và sự nghiệp
Karzai sinh năm 1961 ở làng Karz, trong huyện Dand ở tỉnh Kandahar tại Afghanistan. Ông là con trai của Abdul Ahad Karzai và em trai tổng thống Afghanistan Hamid Karzai, Mahmud Karzai và Quayum Karzai. Ông đã học trường trung học Habibia ở Kabul nhưng đã không hoàn tất học hành do chiến tranh Xô Viết ở Afghanistan thập niên 1980. Ông đã di cư sang Pakistan và từ đó sang Hoa Kỳ nơi ông sinh sống khoảng 10 năm. Ông đã kết hôn và có hai con trai và ba con gái.